# Vajda Sámuel (apát)
Vajda Sámuel (Jánosháza, Vas vármegye, 1718. február 18. – Szombathely, 1795. szeptember 29.) szent Benedek-rendi tihanyi apát.

## Élete
Szülei a nemes ifjút gondosan nevelték; végezvén középiskolai pályáját, Pannonhalmára ment, ahol a szent Benedek-rendbe lépett. Növendék pályája után Pannonhalmán bölcseletet és teológiát tanított. 1761-ben tihanyi apáttá választatott. Miután 1787-ben szerzetét II. József császár feloszlatta, Szombathelyre költözött.

## Munkái
- Lojola Szent Ignátznak Jesus társasága alkotójának ditsérete, mellyel azon szentnek ünnepe alkalmatosságával Győrött... 1753. mondott. Győr
- A mi Urunk Jesus Kristusnak élete, mellyet a négy evángeliómból egyet tsinálván, rendbe szedett, és sok idvösséges tanúságokkal megbővített. Posony, 1772-74, három kötet
- Szűz Szent Margit asszonynak, negyedik Béla király leányának, szent Domonkos szerzetbéli apátzának, régi magyarsággal iratott élete. Most újra ki-nyomtattatott. Buda, 1782
- A megditsőült szenteknek jelesül pedig a Boldog Szüz Máriának tiszteletéről néhány rövid és könnyen érthető bizonyítások. Veszprém, 1792
- Hatodik Pius római pápától kiadattatott imádságos könyvetske. Magyarra fordíttatott a tihanyi klastromban. Buda, 1784

Kézirati theologiai munkái, melyek Pannonhalmán őriztetnek, felsorolvák a «Scriptores Ord. St. Benedicti» c. munkában. 